# تازناخت، استان ورززات
تازناخت (به فرانسوی: Taznakht) یک منطقهٔ مسکونی در مراکش است که در استان ورززات واقع شده‌است. تازناخت ۹٬۱۴۹ نفر جمعیت دارد.